# Nemertea, Buzău
Nemertea este un sat în comuna Gura Teghii din județul Buzău, Muntenia, România. Se află în partea nord-vestică, muntoasă, a județului, în valea Bâscăi Roziliei. Localitatea se află pe malurile râului, pe Dealul Corbului. Numele satului vine de la expresia maghiară nem értem (nu înțeleg), folosită de secuii veniți de peste munți din zona Covasnei, care nu vorbeau la început românește și care au înființat localitatea – cu timpul, muntenii românofoni i-au poreclit pe aceștia nemerțeni.
La 1892, satul era identificat drept reședință a comunei, primăria având sediul în cătunul dispărut Lunca Pârciului, unde se afla pe atunci o stațiune turistică deținută de proprietarul local Ștefan Borănescu. Cum în 1926 stațiunea nu mai funcționa iar cătunul fusese părăsit, reședința s-a mutat înapoi în satul Gura Teghii.